# Chiches
Els chiches (el poble chicha no té relació amb el poble chibcha de Colòmbia i Panamà) són un poble indígena de Sud-amèrica que originàriament va habitar les valls i l'altiplà corresponent a l'actual sud i sud-oest de Bolívia. Els descendents d'aquesta ètnia viuen als territoris del sud de Potosí i a la província de Jujuy a l'Argentina, amb una forta transculturació quítxua, encara que avui dia mantenen una cultura pròpia i diferent de la quítxua.
Pel que sembla la societat chicha s'hauria conformat per diversos grups ètnics que es van establir en els relativament fèrtils valls dels rius San Juan del Oro, Talina i Tupiza, en les actuals províncies de Nor Chichas i Sud Chichas (a les que donen nom) i la de Modesto Omiste (tenint el seu centre polític i cultural a Tupiza) i en algunes zones d'altura com Lípez i el nord de les províncies argentines de Jujuy i Salta (Yavi, Calahoyo, Moreta, Iruya).
Les regions chiches van ser conquistades pels inques en temps de Tupac Inca Yupanqui cap a 1478, després d'això es creu que alguns chiches van ser traslladats com mitimaes (mitimaes és un derivat de la paraula quítxua mitmay, que significa desterrar) a repoblar territori de l'actual Equador després de la conquesta de Quito per part dels inques. Altres grups chiches van ser enviats com mitimaes a territoris que avui són part de l'Argentina, com la Puna d'Atacama, els Valles Calchaquíes i la Quebrada de Humahuaca. Aquests mitimaes van servir com a força de treball i com a barrera contra pobles bel·licosos del Gran Chaco, entre ells els chiriguans. La política de mitimaes va començar la fusió d'ètnies que va donar lloc posteriorment al conjunt kolla en territori argentí, al barrejar-se amb omaguaques, atacamenys, diaguites i altres pobles. A Xile grups de mitimaes chiches van ser enviats a territoris com la vall del Lloa, la Puna d'Atacama i encara més al sud, però no van subsistir.
La primera expedició que va arribar al territori va ser la de Diego de Almagro el 1536. Segons fonts de l'època la capital era Tupiza. En un altre document apareixen com a pobles primitius els següents: Ayavisca, Vichada, Ascande, Turqui, Palquisa, Talina, Moreta.